# Zborov (Słowacja)
Zborov (węg. Zboró) – wieś i gmina (obec) na Słowacji w kraju preszowskim, powiecie Bardejów, w północno-wschodniej Słowacji. Gmina zajmuje powierzchnię 19,631 km². Populacja gminy wynosi 3184 osób (spis ludności z 21 maja 2011).

## Położenie
Leży ok. 10 km od granicy polskiej, w niewielkiej Kotlinie Zborowskiej, nad rzeczką Kamenec, w miejscu, w którym przyjmuje ona dwa dopływy: lewostronny Rakovec i prawostronny o nazwie Rosucká voda. Od zachodu wznosi się nad Zborovem masyw Stebníckiej Magury (900 m n.p.m.), natomiast od południa Jedlina (620 m n.p.m.), u stóp której na wzgórzu Makovica wznoszą się ruiny zamku Makowica Zborowska. Centrum wsi leży na wysokości 325 metrów n.p.m.
Zborov położony jest w historycznym kraju Szarysz, na starym szlaku handlowym z Węgier do Polski, co zadecydowało o historycznym rozwoju miejscowości.

## Historia
Pierwsza oficjalna pisemna wzmianka o zamku pochodzi z roku 1347, natomiast o wsi z roku 1355. We wsi w czasie rozbiorów Polski znajdowały się okopy konfederatów barskich.
Obecnie głównymi gałęziami gospodarki wsi są rolnictwo, leśnictwo i turystyka.

## Zabytki
Nad wsią, na wzgórzu Makovica, wznoszą się ruiny zamku Makowica Zborowska. We wsi znajduje się nieczynny kościół z dwiema wieżami.

## Turystyka
Przez Zborov przechodzi główny, dalekobieżny słowacki szlak turystyczny, znakowany kolorem czerwonym, o nazwie Cesta hrdinov SNP, prowadzący ze wschodu, z terenów Pogórza Ondawskiego na szczyt Stebníckiej Magury. Żółte znaki prowadzą m.in. do ruin wspomnianego zamku Makowica Zborowska.